# Ernesto Chaparro
Ernesto Chaparro (4 de janeiro de 1901 - 10 de julho de 1957) foi um futebolista chileno. Ele competiu na Copa do Mundo de 1930, sediada no Uruguai.